# Vián
Vián (llamada oficialmente Santa María de Vián) es una parroquia española del municipio de Pastoriza, en la provincia de Lugo, Galicia.

## Organización territorial
La parroquia está formada por seis entidades de población:
- Bouza (A Bouza)
- Centeas (Os Centeás)
- Ferreiros (Os Ferreiros)
- Freixide
- Pena (A Pena)
- Vias (Os Viás)

## Demografía
| Gráfica de evolución demográfica de Vian entre 2000 y 2020 |
|                                                            |
| Datos según el nomenclátor publicado por el INE.           |